# Благодатное (Смоленская область)
Благода́тное (ранее — Кобелево, Благодатная) — посёлок в Гагаринском районе Смоленской области России. Входит в состав Кармановского сельского поселения. Население — 165 жителей (2007).

## Географическое положение
Расположен в северо-восточной части области в 24 км к северо-западу от Гагарина, в 32 км севернее автодороги М1 «Беларусь». В 27 км юго-восточнее посёлка расположена железнодорожная станция Гагарин на линии Москва — Минск.

## История
В годы Великой Отечественной войны населённый пункт был оккупирован гитлеровскими войсками в октябре 1941 года, освобождён в марте 1943 года.
В 1963 году указом Президиума Верховного Совета РСФСР деревня Кобелево Гжатского сельского района переименована в деревню Благодатная.